# هگوری، نارا
هگوری، نارا (به لاتین: Heguri, Nara) یک منطقهٔ مسکونی در ژاپن است که در استان نارا واقع شده‌است. هگوری  ۱۸٬۷۷۴ نفر جمعیت دارد.

## نگارخانه

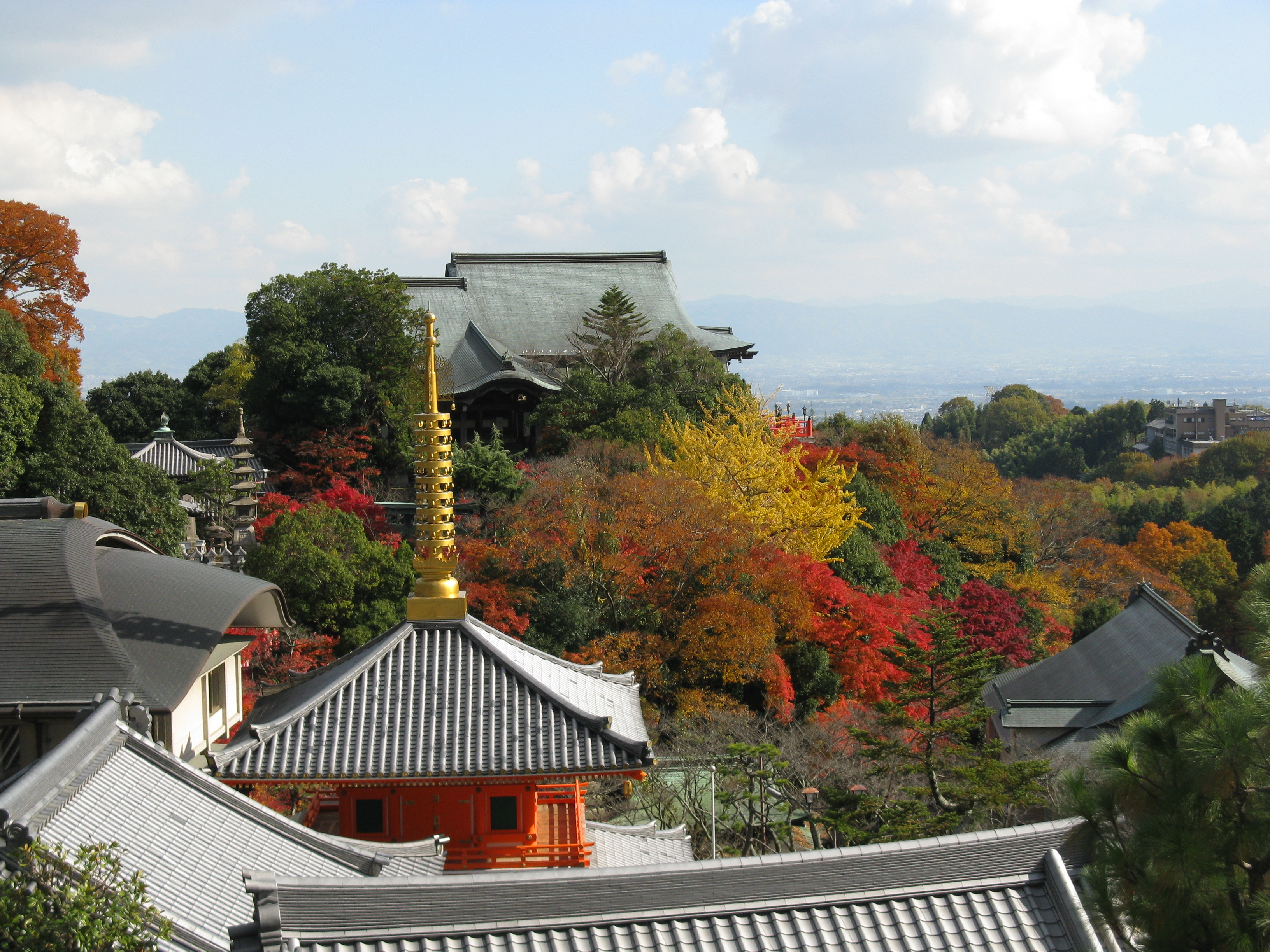
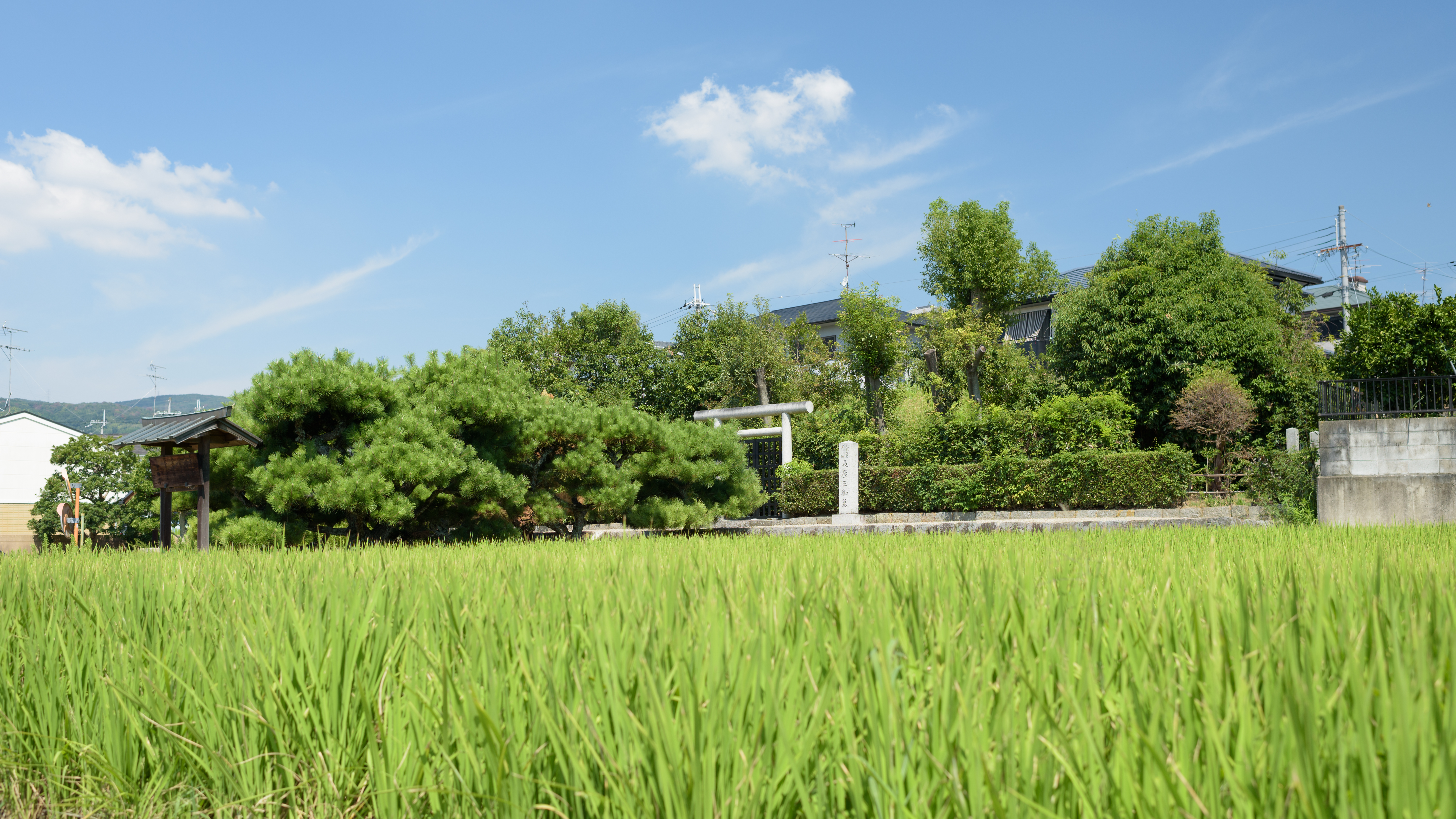